# Lamborghini Murciélago
O Murciélago é o modelo de carro desportivo que foi apresentado pela Lamborghini em 2001 como linha 2002 em substituição do famoso Lamborghini Diablo. Foram lançadas posteriormente as versões Roadster e LP640.
Foi a 1° Lamborghini a ser construída quase que completamente por fibra de carbono, com objetivo de reduzir seu peso. Possui rodas de 18 polegadas com pneus de perfil baixíssimo (245/35 nas dianteiras e 335/30 nas traseiras).
Cada cavalo do motor carrega apenas 2,6 kg – pouco mais do que a recém-apresentada Ferrari 458 Italia, que tem 2,42 kg/cv. Italia e Murciélago aceleram de 0 a 100 km/h em 3,4 segundos, conforme dados das respectivas fabricantes.A versão SV corre a 345 km/h (20 km/h a mais que o modelo da Ferrari)

## Nome
É tradição da Lamborghini nomear os seus carros com nomes de touros, e Murciélago é o nome de um touro bravo que sobreviveu a 24 golpes de espada em uma luta em 1879 contra Rafael El Lagartijo Molina Sánchez, na praça de touros de Córdova (Espanha). Murciélago lutou com tanta paixão e espírito que o matador escolheu poupar a sua vida, uma honra rara. O touro, que veio da fazenda Joaquín del Val di Navarra, foi mais tarde apresentado como presente para Don Antonio Miura. Murciélago é o nome espanhol para morcego.

## Primeira geração

### Murciélago Roadster
O Murciélago Roadster foi introduzido em 2004. Principalmente projetado para ser um carro de topo aberto, ele empregou um telhado macio anexado manualmente como cobertura de clima adverso, mas um aviso sobre o cabeçalho do para-brisa aconselha o motorista a não exceder 160 km/h com o topo no lugar. O designer usou o bombardeiro B-2 Stealth, o iate Wally 118 WallyPower, e  o Ciutat de les Arts i das Ciências do arquiteto Santiago Calatrava em Valência, Espanha como sua inspiração para pilares traseiros revistos do roadster e tampa do motor.

### Lamborghini Murciélago LP 640-4

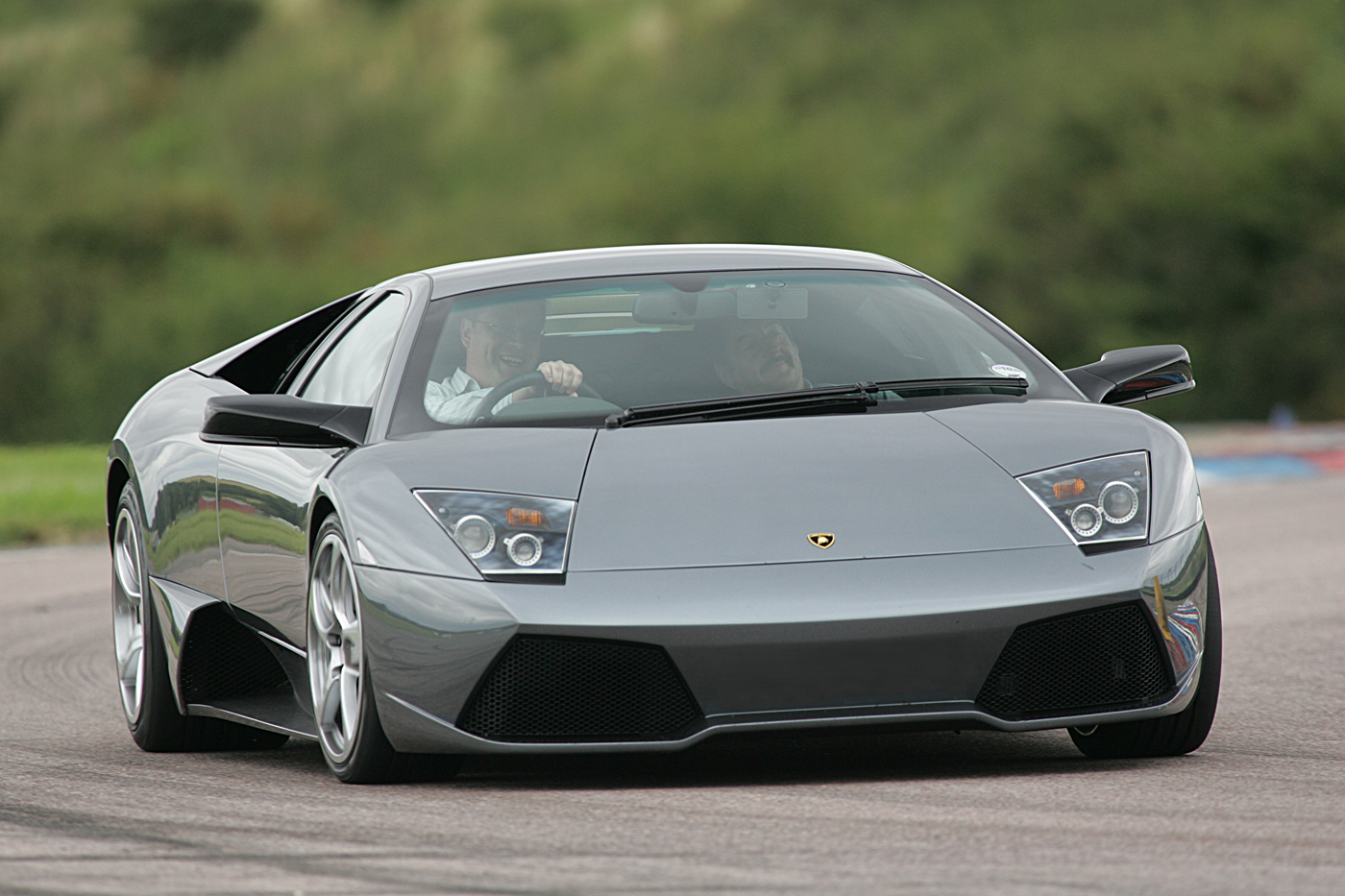
Murcielago LP 640-4

Em março de 2006 a Lamborghini apresentou uma nova versão do seu carro no Salão do Automóvel de Genebra, o Murciélago LP 640. O novo título incorporou o nome do carro, junto com uma designação alfanumérica que indica a orientação do motor, juntamente com a potência atualizada. Com o deslocamento agora aumentado para 6,5 litros, o novo carro fez 640 PS (471 kW; 631 hp) a 8000 rpm.

### Lamborghini Murciélago LP 640 Roadster
No Salão do Automóvel de Los Angeles de 2006, a Lamborghini anunciou que a versão do Murciélago também será autualizado para o LP-640.

### Lamborghini Murciélago LP 670-4 SV/Super Veloce

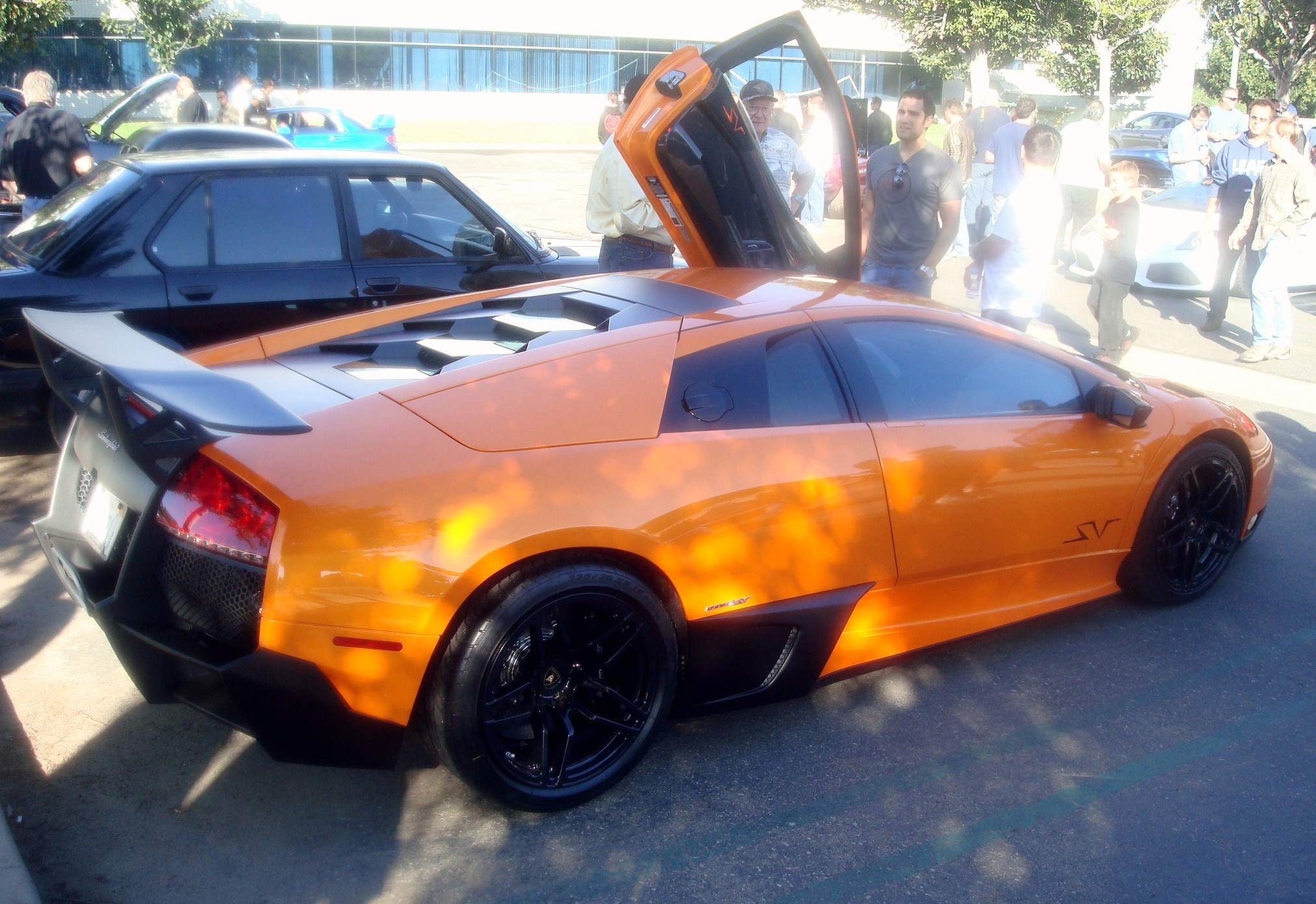
Lamborghini Murciélago LP 670–4 SuperVeloce

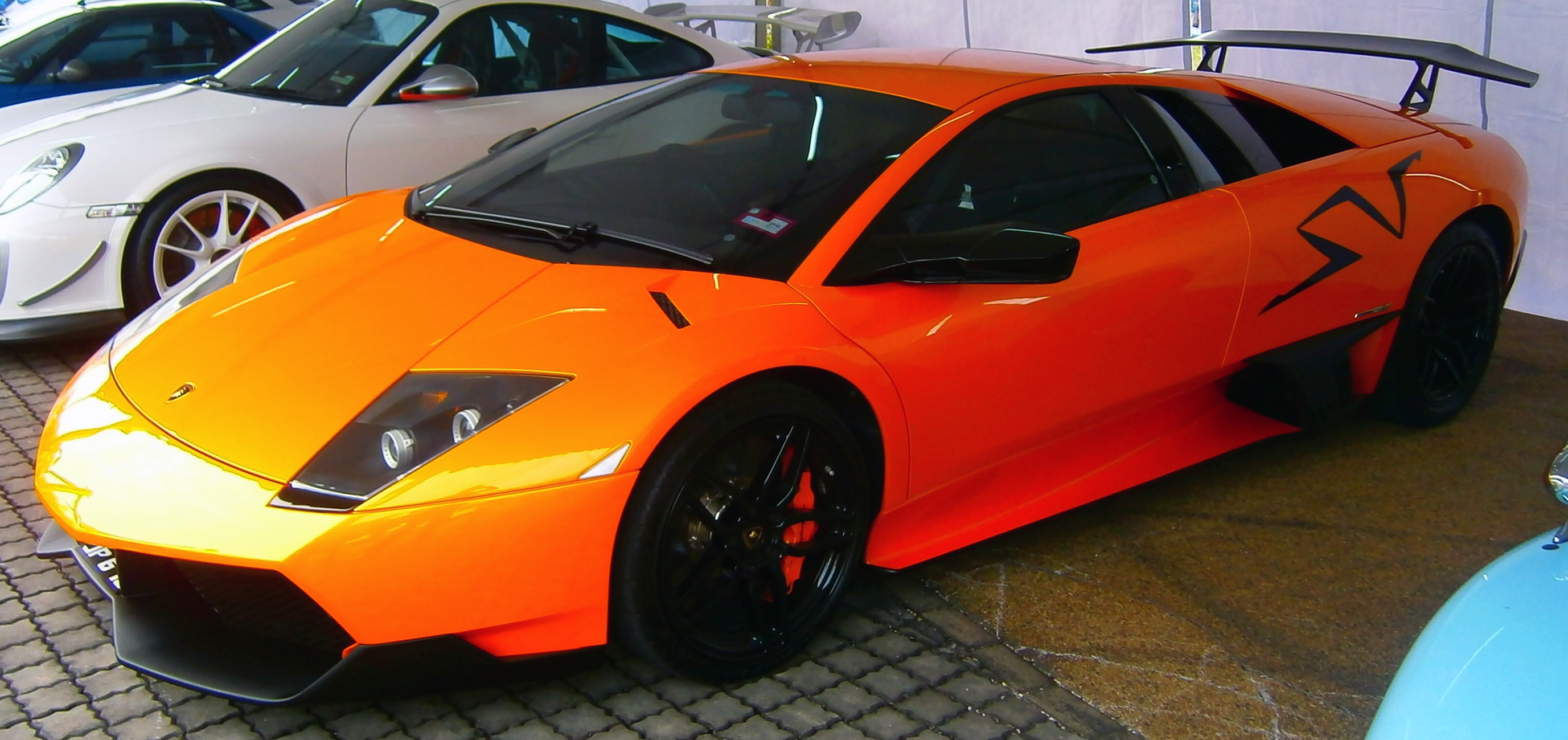
300

O Murciélago LP 670-4 Super Veloce é equipado com motor de 6.5 litros V12 que gera potência de 670 cv. A relação peso-potência é de 2,3 kg por cavalo, o que permite impulsioná-lo de 0 a 100 km/h em apenas 2,8 segundos. A velocidade máxima informada pela marca italiana é de 342 km/h.Além do ganho em potência houve um grande trabalho na reduçao de peso,ficando 100 kg mais leve que a LP 640. Surgiu em 2009 já no domínio da audi, c/ apenas 186 carros, e ainda hoje tem um desempenho invejável.

### Lamborghini Murciélago LP 2000-2 SVTT
Um padrão Lamborghini Murcielago SV é alimentado por um motor V12 670 HP, tornando-o Murcielago mais poderoso já construído. Dito isto, existem sintonizadores lá fora, que se sentem como se pode fazer muito melhor. Um desses sintonizadores é Dynamics Sintonia secretas que apresentou o pacote de ajuste LP2000-2 SVTT, também conhecido como "The Stig".
Como o próprio nome sugere, o SV LP2000-2 aumentou a saída do V12 a partir do padrão de 670 HP a impressionantes 2.000 HP. Enquanto o sintonizador não revelou como este aumento surpreendente foi obtido, o TT no título nos faz pensar que um twin turbo seja o motivo da alta potencia. O carro também é 550 kg mais leve que o SV padrão, que, juntamente com o aumento de potência, deve fazer para números de desempenho surpreendentes deste carro.

## Especificações

### Motores
| Model                           | Motor        | Potência, Torque @ rpm                              | Aceleração (segundos) | Aceleração (segundos) | Aceleração (segundos) | Aceleração (segundos) | Velocidade máxima                              |
| Model                           | Motor        | Potência, Torque @ rpm                              | 0–60 mph              | 0–100 mph             | 0–150 mph             | Quarto de Milha       | Velocidade máxima                              |
| ------------------------------- | ------------ | --------------------------------------------------- | --------------------- | --------------------- | --------------------- | --------------------- | ---------------------------------------------- |
| Murciélago (2001–2006)          | 6.2 L V12    | 580 PS (427 kW; 572 hp), 649 Nm                     | 3.3                   | 8.3                   | 21.4                  | 11.7 @ 122 mph        | oficial: 206 mph (332 km/h)                    |
| Murciélago LP 640-4             | 6.496 cc V12 | 640 PS (471 kW; 631 hp) @ 8000rpm, 660 Nm @ 6000rpm | 3.0                   | 7.5                   | --                    | 11.2 @ 127 mph        | oficial: 211 mph (340 km/h)                    |
| Murciélago LP 640-4 Roadster    | 6.496 cc V12 | 640 PS (471 kW; 631 hp) @ 8000rpm, 660 Nm @ 6000rpm | 3.1                   | 8.1                   | 16.1                  | 11.8 @ 126 mph        | oficial: 209 mph (336 km/h)                    |
| Murciélago LP 650–4 Roadster    | 6.496 cc V12 | 650 PS (478 kW; 641 hp), 660 Nm                     | 3.1                   | -                     | -                     | -                     | official: 210 mph (338 km/h)                   |
| Murciélago LP 670–4 SuperVeloce | 6.496 cc V12 | 670 PS (493 kW; 661 hp) @ 8000rpm, 660 Nm @ 6500rpm | 2.8                   | -                     | -                     | 10.9 @ 130.4 (R&T)    | oficial: 214 mph (345 km/h) 211 mph (340 km/h) |

### Transmissão
| Modelo                                                         | Standarte           | Opcional                |
| -------------------------------------------------------------- | ------------------- | ----------------------- |
| Murciélago, Murciélago LP 640, Murciélago LP 670–4 SuperVeloce | Manual de 6 marchas | Automático de 6 marchas |

## Produção
| Ano   | Unidades | Coupé | Roadster |
| ----- | -------- | ----- | -------- |
| 2001  | 65       | 65    | -        |
| 2002  | 442      | 442   | -        |
| 2003  | 424      | 424   | -        |
| 2004  | 384      | 304   | 80       |
| 2005  | 464      | 230   | 234      |
| 2006  | 444      | 323   | 121      |
| 2007  | 629      | 423   | 206      |
| 2008  | 637      | 454   | 183      |
| 2009  | 331      | 274   | 57       |
| 2010  | 163      | 145   | 18       |
| Total | 3.983    | 3.084 | 899      |